# Partyhatt

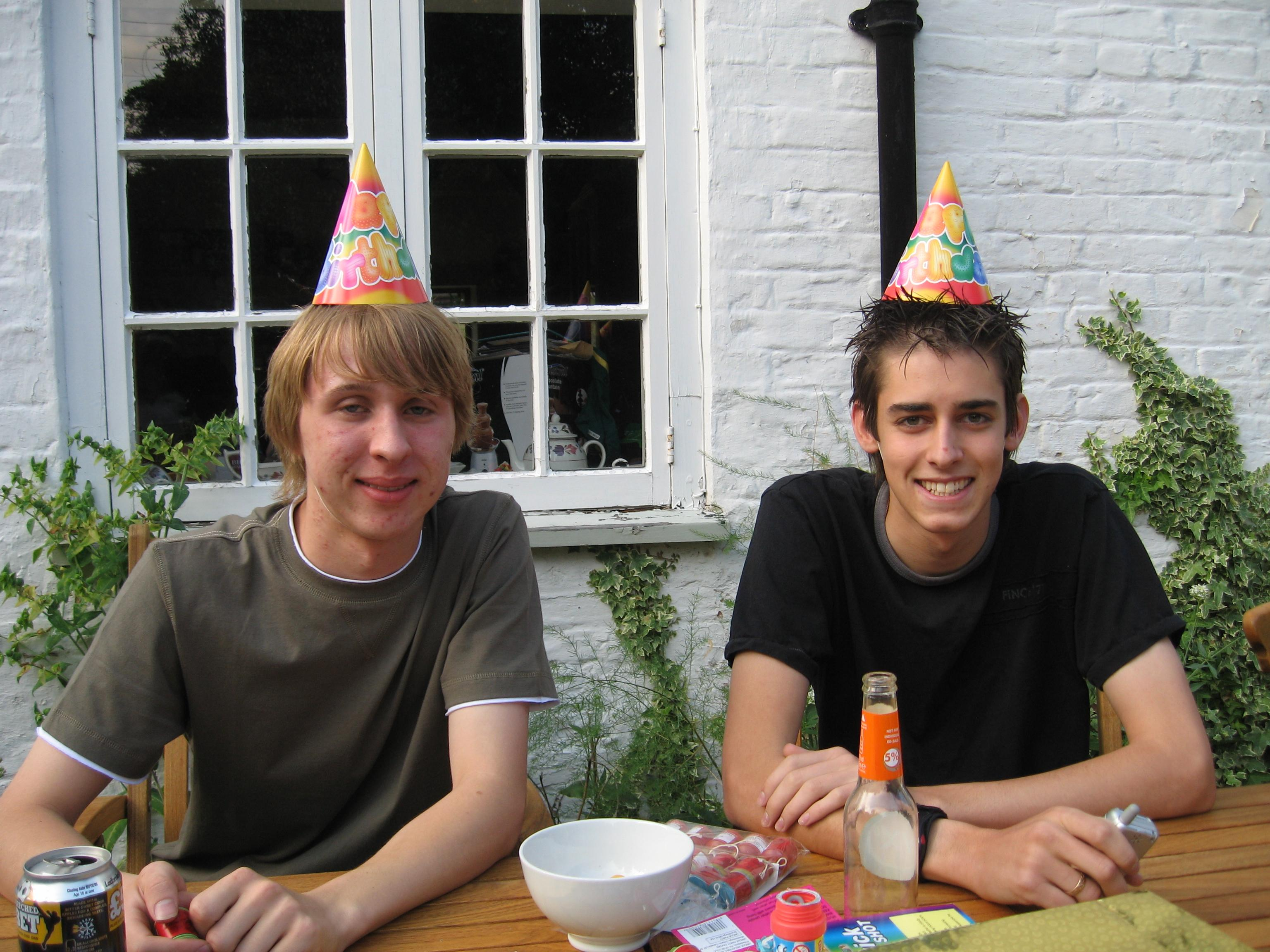
Två personer iförda partyhatt.

En partyhatt är en konformad, ofta färgglad typ av pappers- eller plasthatt som oftast hålls på plats med hjälp av resårband som går under hakan. Partyhatten agerar stämningshöjare och används mycket ofta på fester, inte minst på kräftskivor. Det förekommer även varianter som inte är konformade.